# Grasseiteles opaculus
Grasseiteles opaculus är en stekelart som först beskrevs av Thomson 1884.  Grasseiteles opaculus ingår i släktet Grasseiteles och familjen brokparasitsteklar. Inga underarter finns listade i Catalogue of Life.